# Associazione Svizzera della lingua italiana
L'Associazione Svizzera della lingua italiana (acronimo ASDLI) è stata fondata nel 2013, su iniziativa di cittadini svizzeri a vario titolo impegnati nella tutela e nella promozione dell'italiano, lingua ufficiale e nazionale della confederazione elvetica. 

Scopo esplicito della ASDLI è difesa e sostegno alla lingua italiana in tutto il territorio nazionale, unendo gli italofoni della Svizzera italiana a quelli del resto della confederazione in un unico gruppo a difesa dei propri interessi. Una efficace sintesi del perché sia nata l'ASDLI è stata fornita dallo stesso presidente:
(Pietro Gianinazzi)

## Attività
L'ASDLI è organizzazione associata del Forum per l'italiano in Svizzera, che coordina le diverse associazioni a tutela e promozione dell'italiano su tutto il territorio nazionale, garantendo «la corretta collocazione entro il 2020 dell'italiano nel quadro del plurilinguismo costituzionale della Svizzera, che deve essere una realtà effettiva».
Durante l'anno, l'associazione organizza conferenze sulla lingua italiana, la cultura svizzero-italiana e la cultura italiana nella confederazione. A queste si aggiungono l'organizzazione di incontri interaziendali tra imprese svizzere e italiane, la partecipazione ad attività di promozione dell'uso della lingua italiana e del multilinguismo, la partecipazione ai giochi organizzati dalla delegazione svizzera del CONI.